# Na srebrnym globie
Na srebrnym globie is een onvoltooide Poolse epische sciencefictionfilm uit 1988, geregisseerd en geschreven door Andrzej Żuławski, gebaseerd op het boek Trylogia Księżycowa door Jerzy Żuławski. De productie vond plaats van 1976 tot 1977, maar werd onderbroken door het besluit van de Poolse regering.
Jerzy Żuławski was de overgrootoom van Andrzej Żuławski. Andrzej Żuławski verliet zijn geboorteland Polen voor Frankrijk in 1972 om censuur van de Poolse communistische regering te ontlopen. Na het kritische succes van Żuławski met de Franse film L'important c'est d'aimer uit 1975, nodigde de Poolse culturele instantie hem uit om terug te keren naar Polen en een project naar keuze te produceren. Żuławski, die altijd al een film van het boek van zijn overgrootoom wilde maken, zag dit aanbod als een unieke kans om dit doel te bereiken.
De opnames begonnen op 20 juni 1976 in Jastrzębia Góra. Tot 29 september werden scènes voor de film gefilmd aan de Poolse kust en in de Gobiwoestijn in Mongolië. Vervolgens werd het werk stopgezet vanwege "zeer lage arbeidsefficiëntie en te hoge kosten". Żuławski beloofde het werk te versnellen. Tot mei 1977 werden vervolgens opnames gemaakt in Police, in Neder-Silezië, in de Wieliczka-zoutmijn, in Krakau, opnieuw aan de kust en in de bergen van de Kaukasus.
Op 1 juni 1977 werd het werk aan de film stopgezet door het besluit van Janusz Wilhelmi, onderminister van culturele zaken. Wilhelmi sloot het filmproject, dat tachtig procent voltooid was, en beval de vernietiging van alle materialen. De spoelen van de onvoltooide film werden uiteindelijk niet vernietigd, maar bewaard, samen met kostuums en rekwisieten, door de filmstudio en door leden van de cast en crew. Het budget van de film wordt geschat op minstens 58 miljoen PLN.
Eind 1985 aanvaardde Żuławski het voorstel om de film te voltooien. In 1986 werden opnames gemaakt op straten in hedendaags Polen, waaraan de regisseur de ontbrekende scènes toevoegde. Het acteerteam nam nasynchronisatie op. Castleden in het buitenland werden ook nagesynchroniseerd. In mei 1988 ging een versie van de film, bestaande uit het bewaarde materiaal plus een commentaar om de narratieve lacunes op te vullen, in première op het Filmfestival van Cannes in 1988.
De film ontving desondanks lovende kritieken en kreeg een score van 100% op de recensie-website Rotten Tomatoes. In 2021 bracht Kuba Mikurda Ucieczka na srebrny glob uit, een documentaire over de productie van de film.

## Plot
In de verre toekomst stort een groep dissidente astronauten neer op een naamloze, aardse planeet nadat ze zijn ontsnapt vanaf een vervallen en vaag dystopisch deel van de Aarde. Een man genaamd Thomas bezwijkt kort daarna aan zijn verwondingen. Als gevolg van het ongeval blijven slechts drie astronauten over: een vrouw genaamd Marta en twee mannen, Piotr en Jerzy. De communicatie met de Aarde wordt verbroken, en de overlevenden besluiten zich te vestigen aan de kust en geven zo aanleiding tot een nieuwe menselijke samenleving.
Na de geboorte van hun eerste zoon merkt Marta op dat het kind veel sneller groeit dan op de Aarde. Later doodt een onzichtbare vijand Piotr en sterft Marta tijdens de bevalling. Enkele decennia later, wanneer Jerzy op hoge leeftijd is, is de nieuwe mensheid een stam van enkele tientallen mensen met wie hij geen contact meer kan maken; ze zijn gedeeltelijk verwilderd en beschouwen Jerzy als een halfgod. Voordat hij sterft, stuurt hij een videodagboek naar de Aarde met opnames van handcamera's.
Een planetair wetenschapper genaamd Marek ontvangt het videodagboek en reist naar de planeet. Bij zijn aankomst verklaren de machthebbers Marek tot de messias, die volgens de profetie de mensheid moet bevrijden van de macht van telepathische, vogelachtige humanoïden genaamd "Sherns," de inheemse bewoners van de planeet. Marek aanvaardt deze rol en leidt een militaire campagne tegen de Sherns. Terug op Aarde blijkt dat Marek naar deze planeet werd gestuurd omdat zijn vriendin, een actrice, een affaire had met een medeofficier en ze van hem af wilden om hun relatie voort te zetten. In eerste instantie slagen de mensen en vangen ze de Shern-leider Avius, maar de daaropvolgende landing in de Shern-stad eindigt in een ramp. Ondertussen beginnen de priesters te geloven dat Marek een verstoteling was van de Aarde, in plaats van een messias die kwam om de religieuze profetie te vervullen. Marek wordt gestenigd en vervolgens gekruisigd.

## Rolverdeling
- Andrzej Seweryn als Marek
- Jerzy Trela als Jerzy / de oude man
- Grazyna Dyląg als Ihezal
- Waldemar Kownacki als Jacek
- Iwona Bielska als Marta
- Jerzy Gralek als Piotr
- Elzbieta Karkoszka als Ada
- Krystyna Janda als Aza
- Maciej Góraj als Jeret
- Henryk Talar als Marks gids
- Leszek Dlugosz als Tomasz
- Jan Frycz als Tomasz II
- Henryk Bista als Malahuda
- Wiesław Komasa als acteur
- Jerzy Goliński als astronaut
- Andrzej Lubicz-Piotrowski als Awij